# Terebralia semistriata
Terebralia semistriata is een slakkensoort uit de familie van de Potamididae. De wetenschappelijke naam van de soort is voor het eerst geldig gepubliceerd in 1852 door Mörch.